# Hugo Reyne
Hugo Reyne (París, 1961) es un intérprete de flauta dulce, oboista y director de orquesta francés.  Es el fundador y director musical del grupo La Simphonie du Marais.

## Biografía
Comenzó su educación musical muy joven, interpretando con el oboe y la flauta. Desde 1980 ha formado parte de numerosos grupos franceses especializados en música antigua y barroca. Entre 1983 y 1996 fue la primera flauta de Les Arts Florissants bajo la dirección de William Christie. En 1987 fundó el grupo La Simphonie du Marais. Además de sus facetas como intérprete y director, se dedica a la investigación musicológica y la publicación de antiguas partituras rescatadas de archivos musicales. En 1998 recibió la distinción honorífica de ser nombrado Chevalier de la Ordre des Arts et des Lettres (Orden de las Artes y las Letras) y en 2012 Officier de la misma orden. Desde 2003 es director artístico del festival Musiques à la Chabotterie y del festival barroco del Pays du Mont-Blanc.

## Discografía
- Delalande: Symphonies pour les Soupers du Roy (1992).
- Gautier de Marseille: Symphonies album art (1998).
- Jean-Philippe Rameau: La naissance d'Osiris (2006).
- Jean-Féry Rebel: Ulysse (2007)
- Musiques au temps de Richelieu (2008). Incluye piezas de varios compositores, entre ellos Guillaume Bouzignac, Nicolas Formé, Antoine Boësset y  Michel de La Barre.
- Haendel : 6 conciertos para flauta (2008)
- Jean Philippe Rameau: Concerts mis en simphonie versión orquestal de obras para clavecín,(2009).
- Viennoiseries musicales (2009).
- Jean-Baptiste Lully: Atys (2010).
- Charpentier : Musiques pour les comédies de Molière (2012).
- Rameau: Naïs, opéra pour la paix (2012).
- Vivaldi : 6 conciertos para flauta (2013).
- Rameau : Les Indes galantes (2014).
- Johann Sebastian Bach: Conciertos de Brandemburgo (2016).
- Hotteterre – Le Romain : Préludes & Suites (2017)
- Haendel: Water Music & Royal Fireworks (2017)
- Couperin : Les Nations réunies & autres Sonades (2018).